# Генеральний секретаріат Української Центральної Ради
Генера́льний секретаріа́т — виконавчий орган Української Центральної Ради, що діяв з 15 (28) червня 1917 до 9 (22) січня 1918 року. За визначенням УЦР, «вищий революційний орган українського народу».

## Створення
15 (28) червня 1917 року Комітет УЦР на своєму засіданні ухвалив організувати Генеральний секретаріат, який мав би

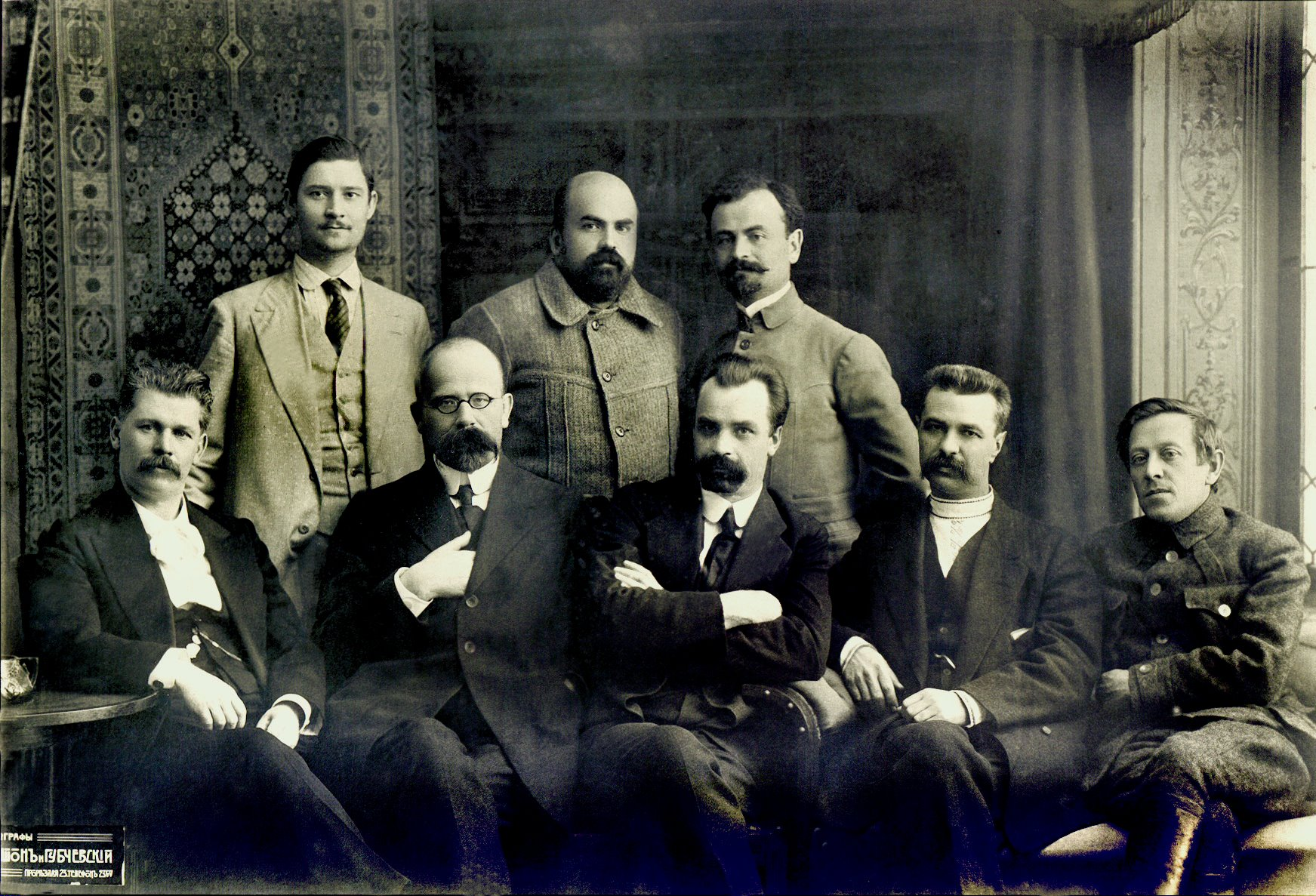
Перший Генеральний секретаріат Української Центральної Ради. 1917 р.
Стоять (зліва направо): Павло Христюк, Микола Стасюк, Борис Мартос
Сидять (зліва направо): Іван Стешенко, Христофор Барановський, Володимир Винниченко, Сергій Єфремов, Симон Петлюра

«завідувати справами внутрішніми, фінансовими, продовольчими, земельними, хліборобськими, міжнаціональними і іншими в межах України і виконувати всі постанови Центральної ради, які цих справ торкаються». 23 червня (6 липня) під час П'ятих загальних зборів УЦР (20 червня (3 липня) — 1 (14) липня 1917 р.) М. Грушевський проінформував Центральну Раду про створення Генерального секретаріату як виконавчого органу, що складався з 8 генеральних секретарів та генерального писаря:
- Винниченко Володимир Кирилович (Українська соціал-демократична робітнича партія, УСДРП) — голова секретаріату та ген. секретар внутрішніх справ;
- Барановський Христофор Антонович (безпартійний) — ген. секретар фінансових справ;
- Єфремов Сергій Олександрович (Українська партія соціалістів-федералістів, УПСФ) — ген. секретар міжнаціональних справ;
- Мартос Борис Миколайович (УСДРП) — ген. секретар земельних справ;
- Петлюра Симон Васильович (УСДРП) — ген. секретар військових справ;
- Садовський Валентин Васильович (УСДРП) — ген. секретар судових справ;
- Стасюк Микола Миколайович (Українська партія соціалістів-революціонерів, УПСР) — ген. секретар продовольчих справ;
- Стешенко Іван Матвійович (УСДРП) — ген. секретар освіти;
- Христюк Павло Оникійович (УПСР) — генеральний писар.

26 червня (9 липня) на черговому засіданні П'ятих загальних зборів УЦР В. Винниченко оголосив першу декларацію Генерального секретаріату, в якій визначав контури програми діяльності нового виконавчого органу України. Наступного дня 27 червня (10 липня) Центральна Рада висловила повну довіру Генеральному секретаріату.

## Статут вищого управління України
Хоч основні положення I Універсалу та декларації Генерального секретаріату передбачали встановлення в Україні лише автономно-федеративного устрою у складі Російської держави, вони викликали величезне занепокоєння в Петрограді. Уже через кілька днів після створення Генерального секретаріату до Києва прибула делегація Тимчасового уряду Росії у складі міністрів Керенського, Терещенка та Церетелі. За короткий час між російською стороною та лідерами Центральної Ради Грушевським, Винниченком та іншими членами Генерального секретаріату були проведені важкі, але інтенсивні переговори. У результаті дебатів з представниками Тимчасового уряду В. Винниченко підготував текст нового Універсалу ЦР, у якому відбивався зміст досягнутих угод. Крім того, учасники переговорів спільно виробили Декларацію Тимчасового уряду про регламентування крайового управління в Україні. Обидва ці документи В. Винниченко оголосив на засіданні Малої Ради 3 (16) липня 1917 року.
15 (28) липня, після входження у повному складі до УЦР Всеукраїнської ради робітничих депутатів та доповнення Центральної Ради представниками національних меншин, затверджено новий склад Генерального секретаріату — до 8 існуючих секретарств додали 4 нових: шляхів; пошт і телеграфів; праці; торгу і промисловості. Дві останні посади генеральних секретарів поки лишалися вільними. Планувалося, що ці місця займуть представники національних меншин, а саме російські соціал-демократи, які ще не визначили свого остаточного відношення до Генерального секретаріату й участі в ньому. У складі секретаріату затвердили нову посаду генерального контролера. Представником Генерального секретаріату при Тимчасовому уряді, який мав входити до складу російського уряду, а не українського Генерального секретаріату, обрали П. Стебницького.
16 (29) липня на своєму засіданні Мала Рада за участі нових членів-представників від неукраїнських демократичних партій та організацій одноголосно приймає Статут Генерального секретаріату («Статут вищого управління України»). Після голосування у своїй промові член ЦР О. Шульгин назвав Статут «першою конституцією України». Генеральний секретаріат УЦР проголошувався вищим крайовим органом управління на Україні. Він мав формуватися Центральною Радою, відповідати перед нею і затверджуватися Тимчасовим урядом Росії. Текст Статуту був оприлюднений 18 (31) липня в газеті «Нова Рада» (№ 90) під назвою «Основи Тимчасового управління на Україні».
Ще до остаточного ухвалення тексту Статуту Малою Радою для затвердження документа російським Тимчасовим урядом до Петрограда відбула делегація у складі голови Генерального секретаріату В. Винниченка, генерального секретаря фінансових справ X. Барановського та генерального контролера М. Рафеса. Затверджений Малою Радою текст Статуту був переданий делегації телеграфом.

## Тимчасова інструкція Генеральному секретаріатові
Статут Генерального секретаріату викликав у Тимчасового уряду категоричне заперечення. В. Винниченко згадував, що «позиція уряду стала зрозумілою з першого засідання. Петроград не приховував, що хоче скасувати угоду від 3 липня й обмежити українські здобутки до найменшого мінімуму». Міністри в думці не мали надання Україні статусу державності навіть у межах федерації з Росією. На той час Тимчасовий уряд мав досить сил і можливостей для боротьби зі своїми політичними опонентами. Уже після перших засідань В. Винниченко разом з членами делегації мали бажання перервати переговори і повернутися до Києва. Проте українські представники добре розуміли, що саме цього й домагаються російські урядовці, щоб руками українців зняти взагалі з порядку денного питання про надання автономії Україні. Незважаючи на перешкоди, українська делегація продовжувала вимагати від Тимчасового уряду затвердження «Статуту вищого управління України» і відстоювала кожне його положення.
Переговори в Петрограді завершилися тим, що міністр-голова Росії О. Керенський та міністр юстиції О. Зарудний 4 (17) серпня 1917 року підписали «Тимчасову інструкцію Генеральному секретаріатові Тимчасового уряду на Україні», нормативно-правовий акт, виданий замість «Статуту вищого управління України».
«Інструкцією» Генеральний секретаріат Української Центральної Ради оголошувався вищим органом Тимчасового уряду у справах місцевого самоврядування в Україні. Повноваження Генерального секретаріату поширювалися лише на губернії: Київську, Волинську, Полтавську, Подільську та частково Чернігівську (з виключенням Мглинського, Суразького, Стародубського і Новозибківського повітів). Місцеві органи влади підпорядковувалися Генеральному секретаріатові. «Інструкція» значно обмежувала українську автономію. З 12 до 7 скорочувалась кількість секретарів: внутрішніх справ, фінансів, землеробства, освіти, торгівлі і промисловості, праці та з національних справ. У складі секретаріату залишилися посади генерального контролера та генерального писаря. З компетенції Генеральному секретаріату вилучалися справи військові, продовольчі, юстиції, шляхів, пошт і телеграфу. Документ не вирішував питання фінансування діяльності Генерального секретаріату. Відповідно до «Інструкції», Центральній Раді відводилася роль дорадчого органу при секретаріаті, вона могла лише висувати кандидатів на посади генеральних секретарів, яких призначав Тимчасовий уряд Росії. Генеральний секретаріат оголошувався виконавчим органом не УЦР, а Тимчасового уряду. Згодом В. Винниченко напише у спогадах: «Замість конституції — інструкцію» отримала Україна від Тимчасового уряду. Після виснажливого протистояння з російськими демократами, які після повалення царизму завзято відстоювали «єдину і неділиму» Росію, В. Винниченко приходить до висновку: там, де виникає українське питання, закінчується російська демократія.
У центрі уваги Шостих загальних зборів УЦР (5 (18) серпня — 9 (22) серпня) стояло питання заміни «Статуту вищого управління України» «Тимчасовою інструкцією». Більшість членів Центральної Ради негативно сприйняла «Інструкцію». Не було одностайності в самому Генеральному секретаріаті. Члени ЦР піддали гострій критиці українську делегацію і в першу чергу В. Винниченка. Саме на них безпідставно покладали значну частина вини за невдачу на переговорах. Згодом Винниченко згадував: «А ті місії до Петербургу? Там же розпиналась моя гідність, моя гордість. Там я в передпокоях міністрів, у їхніх прийомних, під їхніми зневажливо-неуважними посмішечками топтав себе, сам себе бив по лиці, сам собі харкав у душу. А коли вертався з Петербургу, то мене ж за це, за ці приниження і петербурзьке розп'яття розпинала наша „більшість“, глузувала з мене, висміювала і плювала за те, що мене там ображено». До речі, під час петроградських переговорів О. Керенський жодного разу не прийняв В. Винниченка, уникаючи зустрічі з ним.
Перші два дні сесії Центральної Ради були присвячені обговоренню «Інструкції» та пошуку виходу з ситуації, що склалася. Фракція українських соціалістів-революціонерів, одна з найбільших у ЦР, запропонувала розірвати стосунки з Тимчасовим урядом Росії і запровадити Статут Генерального секретаріату. Перелом у ході бурхливих дебатів відбувся 7 (20) серпня, коли на засіданні з великою промовою виступив В. Винниченко. На початку виступу він заявив про свою відставку з посади голови Генерального секретаріату. Далі, виступаючи як член соціал-демократичної фракції, він приводив докази необхідності прийняття «Інструкції». В. Винниченко також переконував корисність такої установи, як Генеральний секретаріат, доводячи, що за його допомогою легше буде консолідувати національно-демократичні сили для проведення виборів до Всеукраїнських установчих зборів, які мають визначити майбутній статус України — автономія чи самостійність. Аргументованість промови В. Винниченка разом із погрозою відставки вплинули на остаточне рішення членів ЦР. З огляду на політичну ситуацію в країні, 9 (22) серпня УЦР більшістю голосів затвердила «Тимчасову інструкцію Генеральному секретаріатові Тимчасового уряду на Україні». Було віддано перевагу резолюції, запропонованій соціал-демократами: заявити Тимчасовому урядові про негативне ставлення до його «Інструкції» як недемократичної і навіть імперіалістичної, але при цьому залишити ґрунт для співробітництва. Прийняття «Інструкції» надавало, хоча й з певним обмеженням, легітимності функціонуванню в Україні національних органів управління.

## Відставка Винниченка
Після затвердження «Інструкції» Центральною Радою, В. Винниченко вже не наполягав на своїй відставці. Проте, враховуючи згідно з «Інструкцією» новий статус Генерального секретаріату, Винниченко формально подав заяву про відставку секретаріату в повному складі, з продовженням виконання обов'язків, доки Мала Рада сформує новий склад виконавчого органу.
13 (26) серпня 1917 року Мала Рада прийняла відставку Генерального секретаріату. Формування нового складу доручили соціалісту-федералісту Д. Дорошенку, який до цього працював на посаді головного комісара Тимчасового уряду Галичини і Буковини. 14 серпня Мала Рада затвердила новий склад ГС.
Але вже 18 серпня Д. Дорошенко зрікся керівництва Генеральним секретаріатом, після чого головувати в ГС знову запропонували В.Винниченку.

## Повернення Винниченка
Тимчасовий уряд, попри своє негативне ставлення до В.Винниченка, 1 вересня був змушений затвердити склад ГС на чолі з ним.
Протягом жовтня-січня відбулися 63 засідання ГС, на яких розглянуто понад 430 питань політичного, економічного, військового, дипломатичного характеру.
Жовтень 1917 р. — Тимчасовий уряд постановив припинити видачу Генеральному секретаріату коштів, притягти його членів до судової відповідальності за сепаратизм та участь у скликанні Всеукраїнських установчих зборів, а також викликати В.Винниченка для пояснення у цій справі.
21 жовтня (3 листопада) 1917 — на засіданні ГС обговорювали питання про поїздку до Петрограда В. Винниченка, генеральних секретарів І. Стешенка й О. Зарубіна для переговорів з Тимчасовим урядом у справі політичного становища в Україні. Несподівану розв'язку цього питання створив більшовицький переворот у Петрограді 25 жовтня (7 листопада) 1917 р.

## Після Жовтневого перевороту
1 (14) листопада 1917 року УЦР поновила у складі Генерального секретаріату раніш скасовані «Інструкцією» колишнього Тимчасового уряду посади генеральних секретарів: продовольчих, військових, судових справ, пошт і телеграфу, праці, торгівлі і промисловості.
ГС видав звернення «До війська і громадян України» (всі війська і всі партії повинні визнати владу Генерального секретаріату УЦР і «всеціло підлягати його розпорядженням»). Впродовж короткого часу були прийняті ухвали про поширення влади ГС на всі губернії України, припинення воєнних дій у Києві, розформування офіцерських і добровольчих загонів, реорганізації і демократизації штабу Київського військового округу тощо.
На засіданні Генерального секретаріату 15 (28) грудня С. Петлюра виступив із вимогою остаточно визначитись, «чи воюємо ми, чи ні» з більшовиками. Генеральні секретарі В. Єщенко та М. Шаповал підтримали С. Петлюру, тоді як голова В. Винниченко вважав, що «раніше треба запитати Совіта народних комісарів, чи воює він, чи ні, тільки тоді можна зважитись на такі рішучі засоби боротьби». Після дискусій було ухвалено негайно послати ультиматум Раднаркому Росії із вимогою припинити бойові дії. Разом із тим на засіданні обрали особливий Комітет оборони України, до складу якого увійшли С. Петлюра, М. Порш та В. Єщенко. Проте 18 (31) грудня у Генеральний секретаріат надійшла заява С. Петлюри про відставку із посади генерального секретаря військових справ. Відставку було прийнято, а виконувати обов'язки доручили генеральному секретарю праці М. Поршу.
9 (22) січня 1918 року, згідно з IV Універсалом, Генеральний секретаріат, виконавчий орган УЦР, був перейменований на Раду Народних Міністрів.

## Склади секретаріату

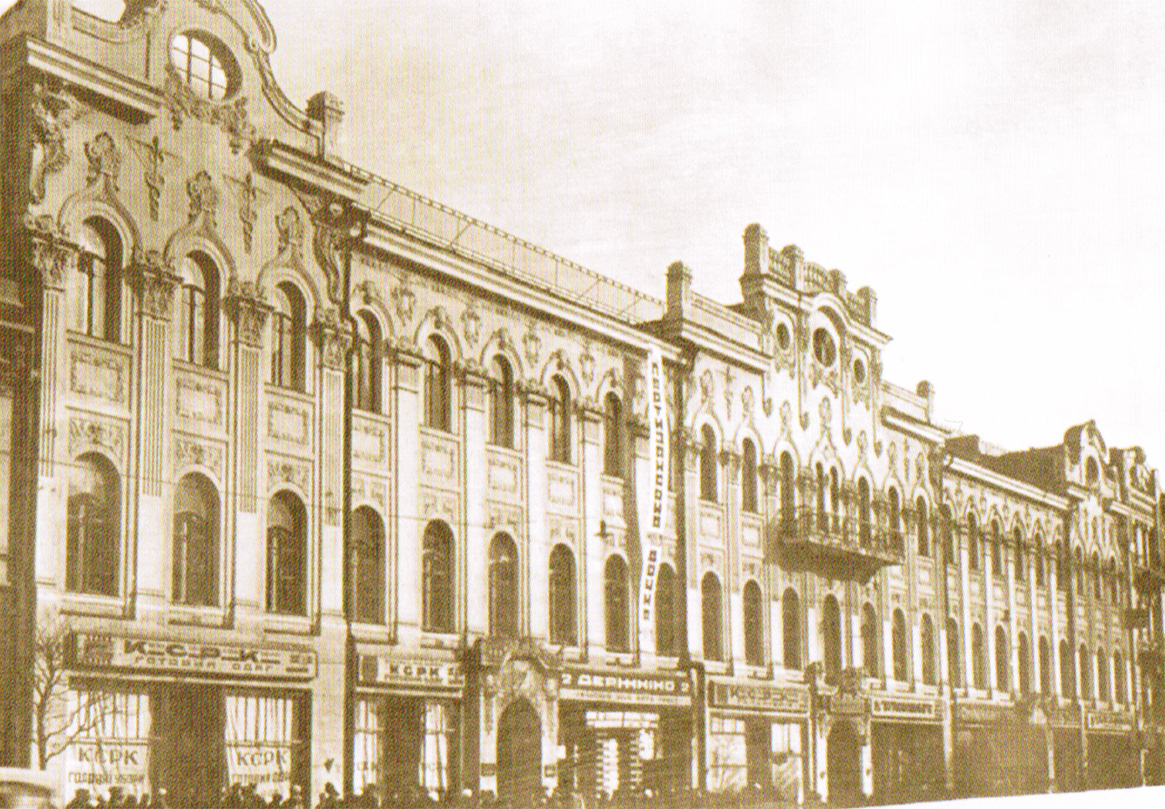
Будинок генерального секретарства земельних справ УНР. Хрещатик, 27. Київ. Будинок зруйнований під час Другої світової війни.

| голова секретаріату | голова секретаріату   | Винниченко Володимир Кирилович   | УСДРП |
| ген. секретар       | внутрішніх справ      | Винниченко Володимир Кирилович   | УСДРП |
| ген. секретар       | фінансових справ      | Барановський Христофор Антонович | —     |
| ген. секретар       | міжнаціональних справ | Єфремов Сергій Олександрович     | УПСФ  |
| ген. секретар       | земельних справ       | Мартос Борис Миколайович         | УСДРП |
| ген. секретар       | військових справ      | Петлюра Симон Васильович         | УСДРП |
| ген. секретар       | судових справ         | Садовський Валентин Васильович   | УСДРП |
| ген. секретар       | продовольчих справ    | Стасюк Микола Миколайович        | УПСР  |
| ген. секретар       | освіти                | Стешенко Іван Матвійович         | УСДРП |
| генеральний писар   | генеральний писар     | Христюк Павло Оникійович         | УПСР  |

| голова секретаріату   | голова секретаріату                 | Винниченко Володимир Кирилович                             | УСДРП   |
| ген. секретар         | внутрішніх справ                    | Винниченко Володимир Кирилович                             | УСДРП   |
| ген. секретар         | фінансових справ                    | Барановський Христофор Антонович                           | —       |
| ген. секретар         | охорони прав національних меншостей | Шульгин Олександр Якович                                   | УПСФ    |
| ген. секретар         | охорони прав національних меншостей | товариши: Зільберфарб Мойсей Міцкевич Мечислав Казимирович | ОЄСРП — |
| ген. секретар         | земельних справ                     | Мартос Борис Миколайович                                   | УСДРП   |
| ген. секретар         | військових справ                    | Петлюра Симон Васильович                                   | УСДРП   |
| ген. секретар         | судових справ                       | Садовський Валентин Васильович                             | УСДРП   |
| ген. секретар         | продовольчих справ                  | Стасюк Микола Миколайович                                  | УПСР    |
| ген. секретар         | освітніх справ                      | Стешенко Іван Матвійович                                   | УСДРП   |
| ген. секретар         | шляхів                              | Голубович Всеволод Олександрович                           | УПСР    |
| ген. секретар         | пошт і телеграфів                   | Зарубін Олександр Миколайович                              | ПСР     |
| ген. секретар         | праці                               | —                                                          |         |
| ген. секретар         | торгу і промисловості               | —                                                          |         |
| генеральний контролер | генеральний контролер               | Рафес Мойсей Григорович                                    | Бунд    |
| генеральний писар     | генеральний писар                   | Христюк Павло Оникійович                                   | УПСР    |

| голова секретаріату | Дорошенко Дмитро Іванович | УПСФ |

| голова секретаріату                   | голова секретаріату                   | Винниченко Володимир Кирилович           | УСДРП |
| ген. секретар                         | внутрішніх справ                      | Винниченко Володимир Кирилович           | УСДРП |
| ген. секретар                         | фінансів                              | Туган-Барановський Михайло Іванович      | УПСФ  |
| ген. секретар                         | міжнаціональних справ                 | Шульгин Олександр Якович                 | УПСФ  |
| ген. секретар                         | землеробства                          | Савченко-Більський Михайло Олександрович | УПСР  |
| ген. секретар                         | освіти                                | Стешенко Іван Матвійович                 | УСДРП |
| ген. секретар                         | праці                                 | —                                        |       |
| ген. секретар                         | торгівлі та промисловості             | —                                        |       |
| генеральний контролер                 | генеральний контролер                 | Зарубін Олександр Миколайович            | ПСР   |
| генеральний писар                     | генеральний писар                     | Лотоцький Олександр Гнатович             | УПСФ  |
| комісар України при Тимчасовому уряді | комісар України при Тимчасовому уряді | Стебницький Петро Януарійович            | УПСФ  |

| голова секретаріату | голова секретаріату       | Винниченко Володимир Кирилович           | УСДРП |
| ген. секретар       | внутрішніх справ          | Винниченко Володимир Кирилович           | УСДРП |
| ген. секретар       | фінансів                  | Туган-Барановський Михайло Іванович      | УПСФ  |
| ген. секретар       | міжнаціональних справ     | Шульгин Олександр Якович                 | УПСФ  |
| ген. секретар       | землеробства              | Савченко-Більський Михайло Олександрович | УПСР  |
| ген. секретар       | освіти                    | Стешенко Іван Матвійович                 | УСДРП |
| ген. секретар       | продовольчих справ        | Ковалевський Микола Миколайович          | УПСР  |
| ген. секретар       | військових справ          | Петлюра Симон Васильович                 | УСДРП |
| ген. секретар       | судових справ             | Ткаченко Михайло Степанович              | УСДРП |
| ген. секретар       | пошт і телеграфу          | Зарубін Олександр Миколайович            | ПСР   |
| ген. секретар       | праці                     | Порш Микола Володимирович                | УСДРП |
| ген. секретар       | торгівлі та промисловості | Голубович Всеволод Олександрович         | УПСР  |
| генеральний писар   | генеральний писар         | Лотоцький Олександр Гнатович             | УПСФ  |

| голова секретаріату      | голова секретаріату       | Винниченко Володимир Кирилович       | УСДРП     |
| ген. секретар            | внутрішніх справ          | Винниченко Володимир Кирилович       | УСДРП     |
| ген. секретар            | судових справ             | Ткаченко Михайло Степанович          | УСДРП     |
| ген. секретар            | військових справ          | Порш Микола Володимирович            | УСДРП     |
| ген. секретар            | праці                     | Порш Микола Володимирович            | УСДРП     |
| ген. секретар            | земельних справ           | Зарудний Богдан-Олександр Сергійович | УПСР      |
| ген. секретар            | продовольчих справ        | Ковалевський Микола Миколайович      | УПСР      |
| ген. секретар            | міжнародних справ         | Шульгин Олександр Якович             | УПСФ      |
| ген. секретар            | шляхів                    | Єщенко Володимир Дмитрович           | —         |
| ген. секретар            | пошт і телеграфу          | Шаповал Микита Юхимович              | УПСР      |
| ген. секретар            | морських справ            | Антонович Дмитро Володимирович       | УСДРП     |
| ген. секретар            | (в.о.) справ фінансових   | Мазуренко Василь Петрович            | УСДРП     |
| ген. секретар            | торгівлі та промисловості | Голубович Всеволод Олександрович     | УПСР      |
| ген. секретар            | освіти                    | Стешенко Іван Матвійович             | УСДРП     |
| ген. секретар            | російських справ          | Одинець Дмитро Михайлович            | Трудовики |
| ген. секретар            | єврейських справ          | Зільберфарб Мойсей                   | ОЄСРП     |
| ген. секретар            | польських справ           | Міцкевич Мечислав Казимирович        | —         |
| генеральний контролер    | генеральний контролер     | Золотарьов Олександр Йосипович       | Бунд      |
| в.о. генерального писаря | в.о. генерального писаря  | Мірний Іван Іванович                 | УПСФ      |

## Ювілеї та пам'ятні дати
У 2017 році на державному рівні в Україні відзначався ювілей — 100 років з дня утворення Генерального Секретаріату Української Центральної Ради — першого українського уряду (1917).